# Ormož
Ormož (wymowaⓘ; węg. Ormosd, niem. Friedau, prekm. Ormošd) – miasto w Słowenii, siedziba gminy Ormož. 1 stycznia 2018 liczyła 2032 mieszkańców.
Miejsce to jest wspomniane w 1273 roku jako Holermůs, w 1299 r. jako Holrmues, a 1320 roku jako Holrmůs.

## Osoby związane z miastem
- Božidar Borko (1896–1980) – słoweński pisarz
- Stanko Cajnkar (1900–1977) – słoweński teolog, pisarz
- Peter Dajnko (1787–1873) – słoweński ksiądz, kronikarz
- Ruda Jurčec (1905–1975) – słoweński pisarz, publicysta, redaktor, urzędnik polityczny
- Jože Kerenčič (1913–1941) – słoweński pisarz
- Stanko Vraz (1810–1851) – słoweński poeta